# Станимашки надпис
Станимашкият надпис на цар Иван Асен II е старобългарски епиграфски паметник, издълбан върху югозападния мраморен склон на Асеновата крепост край Станимака през 1899 година като копие на надпис от 1231 г. Разположен е в осем реда. Оригиналният надпис за първи път е копиран и публикуван от френския пътешественик Пол Люкас, посетил Станимака през 1706 година. През 1864 година той се появява на страниците на вестник „Гайда“, а по-късно е обнародван във вестник „Македония“. През 1881 е публикуван и в пловдивския вестник „Марица“. Надписът е заличен през 1883 година по нареждане на станимашкия кмет гъркоманин Атанас Епитропу в опит за унищожаване на следите от културата на Втората българска държава в този край.
Надписът е изсечен отново върху същата скала през 1899 г. под ръководството на Васил Златарски според оригиналните му преписи. Той има следния текст (транслитериран с граждански шрифт):
| „ | В(Ъ) ЛѢ(TO) S Ѱ Л Ѳ ЕН(ДИ)К(TA) Д Б(OГ)Ѡ(МЪ) ВЪЗДВИЖЕНЫ ЦР(Ь) АСѢНЬ БЛЪГАРОМЪ И ГРЪКОМЪ ТАЖЕ И ПРОЧИМЪ СТРАНАМЪ ПОСТАВИ АЛЕКСѢ СЕВАСТА И SИЗДА СЕИ ГРАДЪ | “ |

На съвременен български език:
| „ | В година 6737 от сътворението на света (1231 г.), индиктион 4-ти от Бога въздигнатият цар Асен [цар] на българите и гърците, също и на други страни, постави Алекси [за] севаст и изгради тази крепост | “ |